# Henrique Silva Milagres
Henrique Silva Milagres, mais conhecido apenas como Henrique (Rio de Janeiro, 25 de abril de 1994), é um futebolista brasileiro que atua como lateral-esquerdo. Atualmente atua pelo Turan Tovuz do Azerbaijão.

## Carreira

### Vasco da Gama

#### 2013 a 2015 - O início e as lesões
Fez sua estreia no time principal, em um clássico diante do Fluminense, no Maracanã, válido pelo Brasileirão, quando o Cruzmaltino saiu com a vitória por 3–1, sendo Henrique muito elogiado pelo então técnico vascaíno, Dorival Júnior. Fazendo boas partidas, alternou a titularidade com o, na época lateral titular da Seleção Peruana, Yotún. No final de outubro, sofreu uma lesão na coxa e não atuou mais na temporada.
Retornou em janeiro de 2014, atuando em alguns jogos do Campeonato Carioca. Em fevereiro, durante um treinamento, Henrique sofreu um estiramento grau 2 na parte posterior da coxa direita, ficando seis meses parado. Devido a uma série de lesões e falta de oportunidades, no segundo semestre Henrique regressou de volta a equipe sub-20.
No dia 9 de outubro, o lateral-esquerdo sofreu um acidente de carro no Recreio dos Bandeirantes, logo após deixar o treinamento do time no CFZ. O jogador chocou a cabeça no vidro e teve que ser encaminhado para o hospital. O atleta foi ajudado por companheiros de equipe que também estavam deixando o centro de treinamento, sendo socorrido por uma ambulância e encaminhado para o Hospital Municipal Lourenço Jorge. Apesar da pancada na cabeça, o jovem não chegou a ficar desacordado.
Subiu de vez aos profissionais, em janeiro de 2015, por estar perto de estourar a idade para jogar na base. Em julho, durante partida válida pela Copa do Brasil contra o América de Natal, com seis minutos de partida, Henrique sentiu novamente dores na coxa direita; ele ainda tentou se levantar e ameaçou correr, mas não aguentou, desabando novamente no gramado de São Januário; Henrique saiu chorando de dor e provavelmente de frustração, com a nova oportunidade não aproveitada, em razão de mais uma lesão. Essa lesão acabou tirando-o do restante da temporada.

#### 2016–2017 - Da reserva à titularidade
Em 2016, o lateral ficou na reserva da equipe por conta da boa fase de Júlio Cesar. Jogou a partida final da Taça Guanabara sendo titular e fez uma excelente partida, na qual conquistou o título aos olhos do treinador Jorginho, que por consequência fez dele o reserva imediato da lateral-esquerda. Fez apenas 17 jogos na temporada, sendo titular apenas quando Júlio Cesar não estava disponível.
Em 2017, assumiu a titularidade da equipe após a saída de Júlio Cesar. Se firmou como titular e foi importante na conquista da Taça Rio de 2017. Henrique vinha sendo bastante elogiado pelas suas boas atuações, ajudando tanto na defesa como no ataque da equipe, porém novamente perdeu a vaga de titular com a chegada do lateral Ramon. Com a lesão de Ramon no mês de outubro, Henrique voltou a ser aproveitado na reta final do Brasileirão, ajudando o Cruzmaltino a conquistar uma vaga na Copa Libertadores do ano seguinte.

#### 2018 a 2020
No início de 2018, o lateral permaneceu na equipe titular mesmo após a contratação de Fabrício, sendo bastante elogiado por suas boas atuações com assistências e cruzamentos certeiros.
Em 2019, com Ramon novamente fora por conta de uma ruptura de ligamento no joelho, e com a contratação do Danilo Barcelos, Henrique foi novamente colocado de vez no banco de reservas. No entanto, no decorrer do ano Henrique e Barcelos revezaram bastante a posição de titular por conta de suas características diferentes; cada um jogou metade das partidas disputadas pelo Vasco.
No dia 26 de agosto de 2020, Henrique marca seu primeiro gol como profissional aos 26 anos, em partida contra o Goiás, no Estádio da Serrinha, válida pelo jogo de volta da 3ª fase da Copa do Brasil, onde a equipe cruzmaltina venceu a partida no tempo normal por 2 a 1 (na partida de ida, em São Januário, havia perdido por 1 a 0), e venceu a disputa de penalidades por 3 a 2, assegurando vaga para a quarta fase do torneio nacional.

### Lyon
No dia 17 de maio de 2021, Henrique fechou com o Lyon, da França, por um período de 3 anos.

### Valladolid
No dia 11 de março de 2025, Henrique foi anunciado como novo reforço do Real Valladolid. O jogador que estava livre no mercado, assinou contrato válido até o fim da temporada com o clube espanhol.
No clube fez 5 jogos, com o fim da temporada seu contrato não foi renovado.

### Turan Tovuz
Após fim de contrato com o clube espanhol, no dia 18 de Agosto de 2025 acertou sua ida ao Turan Tovuz do Azerbaijão. 

## Seleção Brasileira
No dia 28 de agosto de 2013, Henrique foi convocado para a Seleção Brasileira Sub-20 para um amistoso contra a Seleção de Santa Catarina, onde começou a partida como titular. A equipe brasileira venceu o jogo por 2 a 1.

## Estatísticas
Atualizado em 19 de agosto de 2022.[carece de fontes?]
| Clube             | Temporada         | Campeonato nacional | Campeonato nacional | Copa nacional[a] | Copa nacional[a] | Competições internacionais[b] | Competições internacionais[b] | Outros torneios[c] | Outros torneios[c] | Total | Total |
| Clube             | Temporada         | Jogos               | Gols                | Jogos            | Gols             | Jogos                         | Gols                          | Jogos              | Gols               | Jogos | Gols  |
| ----------------- | ----------------- | ------------------- | ------------------- | ---------------- | ---------------- | ----------------------------- | ----------------------------- | ------------------ | ------------------ | ----- | ----- |
| Vasco da Gama     | 2013              | 11                  | 0                   | 1                | 0                | —                             | —                             | —                  | —                  | 12    | 0     |
| Vasco da Gama     | 2014              | 1                   | 0                   | —                | —                | —                             | —                             | 3                  | 0                  | 4     | 0     |
| Vasco da Gama     | 2015              | —                   | —                   | 2                | 0                | —                             | —                             | 1                  | 0                  | 3     | 0     |
| Vasco da Gama     | 2016              | 11                  | 0                   | 3                | 0                | —                             | —                             | 3                  | 0                  | 17    | 0     |
| Vasco da Gama     | 2017              | 21                  | 0                   | 3                | 0                | —                             | —                             | 12                 | 0                  | 36    | 0     |
| Vasco da Gama     | 2018              | 24                  | 0                   | 2                | 0                | 9                             | 0                             | 9                  | 0                  | 44    | 0     |
| Vasco da Gama     | 2019              | 21                  | 0                   | —                | —                | —                             | —                             | 3                  | 0                  | 24    | 0     |
| Vasco da Gama     | 2020-21           | 29                  | 0                   | 6                | 1                | 3                             | 0                             | 8                  | 0                  | 46    | 1     |
| Vasco da Gama     | Total             | 118                 | 0                   | 17               | 1                | 12                            | 0                             | 39                 | 0                  | 186   | 1     |
| Lyon              | 2021–22           | 18                  | 0                   | 0                | 0                | 4                             | 0                             | —                  | —                  | 22    | 0     |
| Lyon              | 2022–23           | 1                   | 0                   | 0                | 0                | 0                             | 0                             | —                  | —                  | 1     | 0     |
| Lyon              | Total             | 19                  | 0                   | 0                | 0                | 4                             | 0                             | 0                  | 0                  | 23    | 0     |
| Total na carreira | Total na carreira | 137                 | 0                   | 17               | 1                | 16                            | 0                             | 39                 | 0                  | 209   | 1     |

- a. ^ Jogos da Copa do Brasil
- b. ^ Jogos da Copa Libertadores da América (2018) e da Copa Sul-Americana (2020)
- c. ^ Jogos de Campeonatos estaduais e Torneios amistosos

## Títulos
Vasco da Gama
- Campeonato Carioca: 2015, 2016
- Taça Guanabara: 2016, 2019
- Taça Rio: 2017